# Matthew Henry Barker
Matthew Henry Barker, född 1790 i Deptford, död 1846 i London, var en engelsk romanförfattare.
Barker, som först var sjökapten, sedan tidningsman, blev under pseudonymen The old sailor ("den gamle sjömannen") bekant som författare till åtskilliga omtyckta sjöromaner: The life of Nelson, Land and sea tales med flera. 